# Brigadas de Abu Ali Mustafa
Las Brigadas de Abu Ali Mustafa (en árabe: كتائب ابو علي مصطفى kataib Abu Mustafa'Alī) es el brazo armado del Frente Popular para la Liberación de Palestina (FPLP), partido político nacionalista palestino y marxista-leninista de Palestina, fundado en 1967 por George Habash. Su nombre original era "Águilas Rojas", pero la organización cambió de nombre en 2001, después de que el líder del FPLP, Abu Ali Mustafa, fuera asesinado por Israel, en agosto de ese mismo año.

## Segunda Intifada
Las Brigadas participaron en la Segunda Intifada, con ataques contra objetivos israelíes, tanto militares como civiles.

## Petición de desarme

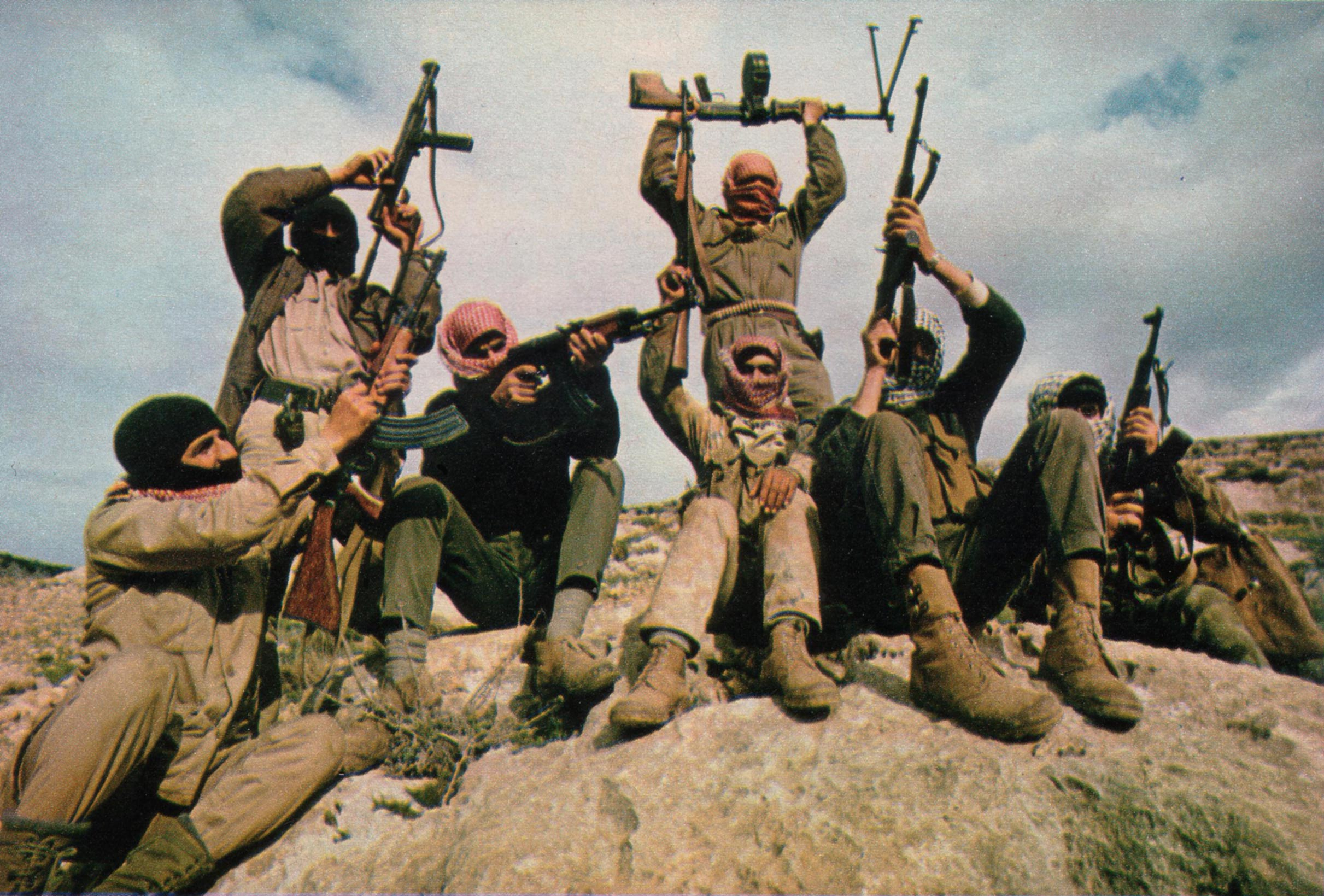
Fedayines palestinos de las Brigadas Abu Ali Mustafa.

El 16 de julio de 2007, el presidente palestino Mahmud Abás pidió a todos los grupos de la resistencia palestina renunciar a la lucha armada y entregar sus armas a la Autoridad Nacional Palestina. A pesar de que los miembros de las Brigadas de los Mártires de Al-Aqsa, el brazo armado de Fatah, acataron la petición presidencial, las Brigadas de Abu Ali Mustafa rechazaron los términos de la misma, declarando que no iban a cesar su resistencia hasta que los israelíes desocupen Cisjordania y la Franja de Gaza.

## Apoyo extranjero
El FPLP y las Brigadas de Abu Ali Mustafa, reciben apoyo militar y financiero de Irán, esta relación probablemente comenzó alrededor de 2013 y aunque no se conoce el alcance real de este apoyo, el FPLP y las Brigadas Abu Ali Mustafa se han declarado aliados repetidamente de Irán, Siria y el Eje de la Resistencia.

## Armamento

### Armas de fuego
| Nombre                 | Imagen   | Origen          | Fabricante                   | Munición             |
| Subfusil               | Subfusil | Subfusil        | Subfusil                     | Subfusil             |
| ---------------------- | -------- | --------------- | ---------------------------- | -------------------- |
| Carl Gustaf M/45       |          | Suecia          | Bofors Carl Gustav           | 9 × 19 mm Parabellum |
| Fusiles de asalto      |          |                 |                              |                      |
| Vz. 58                 |          | República Checa | Česká Zbrojovka Uherský Brod | 7,62 × 39 mm         |
| AK-47                  |          | Rusia           | Corporación Kalashnikov      | 7,62 × 39 mm         |
| Fusil M16              |          | Estados Unidos  | Colt's Manufacturing Company | 5,56 × 45 mm OTAN    |
| Fusil de francotirador |          |                 |                              |                      |
| SVD Dragunov           |          | Rusia           | Corporación Kalashnikov      | 7,62 × 54 mm R       |
| Ametralladoras         |          |                 |                              |                      |
| RPD                    |          | Rusia           | Planta Degtiariov            | 7,62 × 39 mm         |
| Ametralladora PK       |          | Rusia           | Planta Degtiariov            | 7,62 × 54 mm R       |

### Granada propulsada por cohete
| Nombre                        | Imagen                        | Origen                        | Fabricante                    |
| Granada propulsada por cohete | Granada propulsada por cohete | Granada propulsada por cohete | Granada propulsada por cohete |
| ----------------------------- | ----------------------------- | ----------------------------- | ----------------------------- |
| RPG-7                         |                               | Rusia                         | Bazalt                        |

### Sistema de defensa antiaérea portátil
| Nombre        | Fotografía | Origen | Tipo    | Fabricante |
| ------------- | ---------- | ------ | ------- | ---------- |
| 9K32 Strela-2 |            | Rusia  | MANPADS | KBM        |